# Big Allanbik
Big Allanbik é um grupo musical formado por Ricardo Werther, Alan Ghreen, Big Gilson, Ugo Perrotta e Beto Wrether.

## Discografia
- Batuque y blues
- Black coffee
- Blues special reserve